# Francisco Huerta Calopa
Francisco Huerta Calopa (Alcalá de Henares, 29 de enero de 1869 – Alcalá de Henares, 15 de julio de 1939) fue un abogado, periodista y bibliófilo español.

## Biografía

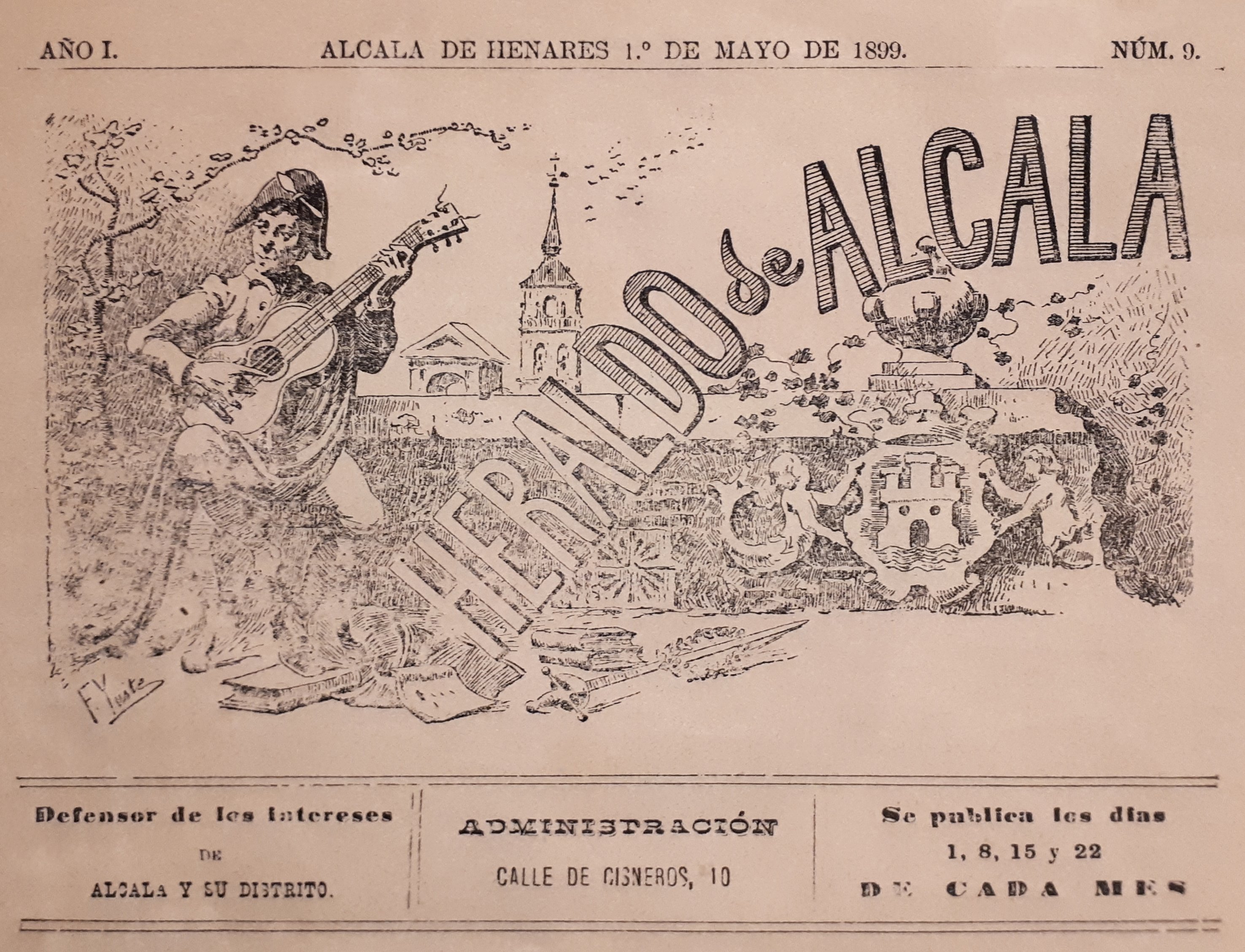
Cabecera del "Heraldo de Alcalá" (01/05/1899).

Francisco Huerta Calopa nació en Alcalá de Henares, el 29 de enero de 1869. Fue el segundo hijo varón de Félix Huerta y Huerta (empresario y alcalde de Alcalá de Henares) y de Antonia Calopa Albareda. Tenía siete hermanos (cuatro mujeres y tres hombres). Estudió el bachillerato en el colegio de los Escolapios, establecido en el antiguo Colegio Mayor de San Ildefonso de la Universidad de Alcalá. Cursó la carrera de derecho en la Universidad Central de Madrid. Permaneció soltero toda su vida.
Como jurista, fue juez municipal y encargado del Registro Civil de Alcalá de Henares en 1892. Durante su ejercicio profesional defendió los intereses de todos los estamentos relacionados con el libro, por lo que fue nombrado abogado del Gremio de Libreros de Madrid. En 1905 fue tesorero del Colegio de Abogados de Alcalá de Henares. Además, fue miembro de la Junta de los Colegios de Abogados de Alcalá y Madrid, y síndico presidente del Gremio de Abogados de Madrid.
Poseyó una magnífica biblioteca y hemeroteca sobre Alcalá de Henares, Miguel de Cervantes y el Cardenal Cisneros. En 1939 organizó una magna exposición con fondos propios, en el salón de San Diego del Palacio Arzobispal complutense, donde presentó obras originales impresas en el siglo XVI por Estanislao Polono, Arnaldo Guillén de Brocar, Miguel de Eguía, Juan Brocar, Juan de Mey, Andrés de Angulo, Juan Gracián y otros importantes impresores de los siglos XVII y XVIII.
Atraído por el periodismo, el 1 de marzo de 1899 fundó el semanario Heraldo de Alcalá, que dirigió desde el n.º 2 al 12, al dejar de publicarse el 22 mayo de aquel mismo año. En ese tiempo organizó la "Junta Gestora del Monumento a Cisneros", que culminaría en 1913 con la colocación de la estatua del cardenal, obra del escultor malagueño José Vilches, en el patio de Santo Tomás de Villanueva del antiguo Colegio Mayor de San Ildefonso (donde Francisco había estudiado el bachillerato).

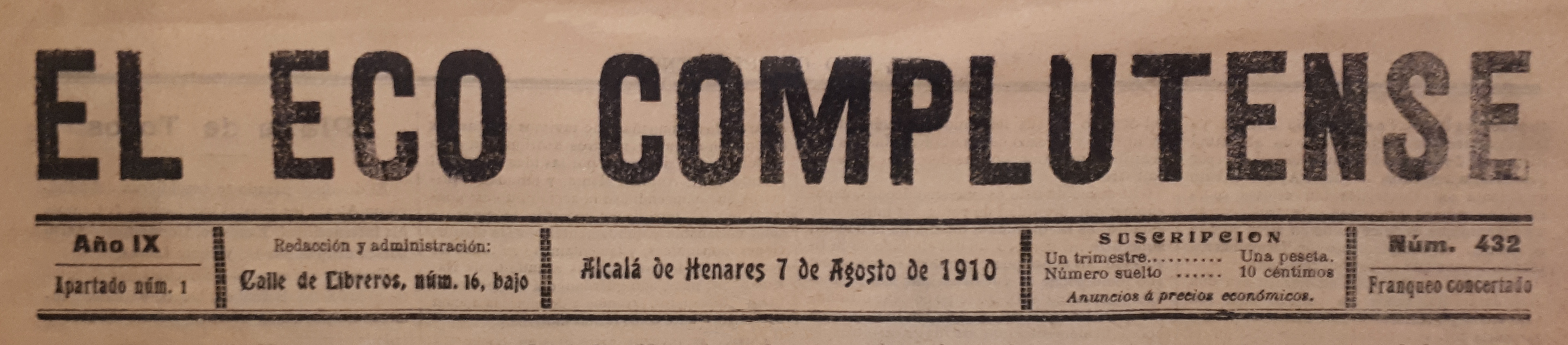
Cabecera de "El Eco Complutense" (07-08-1910).

En 14 de abril de 1902 comenzó a publicar en Alcalá de Henares un nuevo semanario, El Eco Complutense, cuya vida quedó interrumpida en 14 de agosto de 1910, por una demanda que ganó el filipense Francisco María Arabio Urrutia y Bilbao contra un artículo de José María Vicario, que consideraba ofensivo. Como director del periódico asumió su responsabilidad, se suspendió la publicación y fue desterrado a Madrid, donde también estaba colegiado como letrado. No obstante, conseguiría publicar dos números más con dicha cabecera: uno en mayo de 1930, con motivo de la inauguración de la Hostería del Estudiante, la restauración del Patio Trilingüe y del Paraninfo de la Universidad de Alcalá; y otro en abril de 1931, con motivo de su candidatura como diputado a Cortes por el Partido Liberal Agrario, finalmente no conseguida.

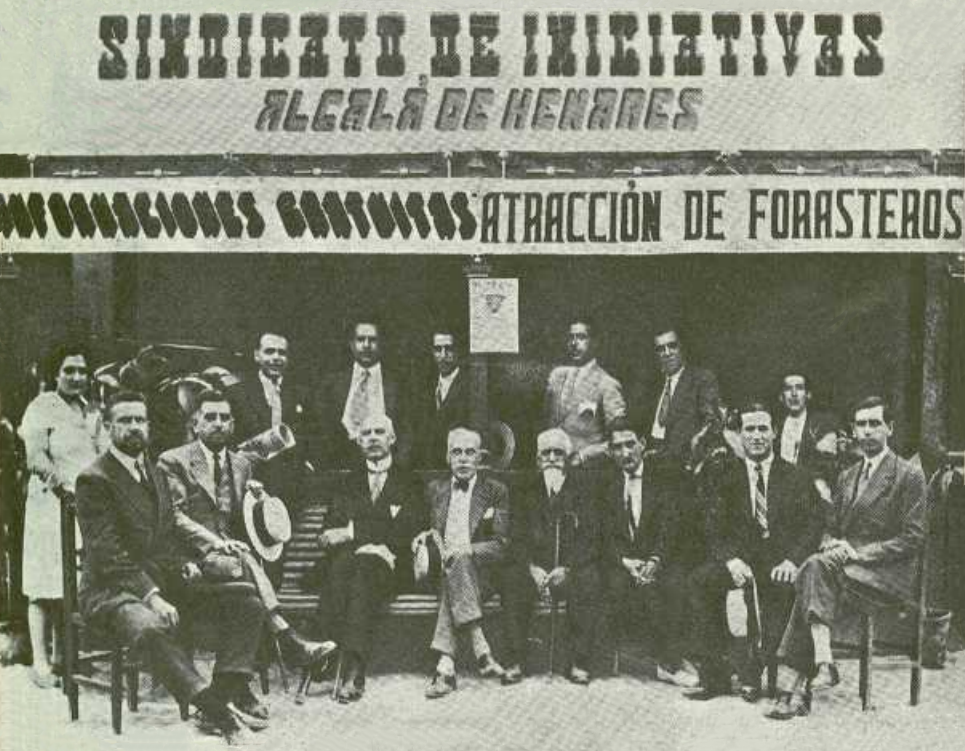
Sindicato de Iniciativas Turísticas y Atracción de Forasteros de Alcalá de Henares (1930).

En abril de 1930 fundó y presidió el "Sindicato de Iniciativas Turísticas y Atracción de Forasteros" (también denominado "Sindicato de Iniciativa y Turismo de Alcalá de Henares") con el objetivo de favorecer el desarrollo del turismo en Alcalá de Henares. Para lo que instaló una caseta informativa en las ferias locales de aquel año. Con este motivo publicó tarjetas postales de Alcalá y reproducciones del grabado que había hecho Jenaro Pérez Villaamil del paraninfo universitario, donde ese año, a iniciativa suya, se celebró la investidura de los doctores en Farmacia de la Universidad Central de Madrid. Llegando a celebrar la IV Asamblea Nacional de la Federación Española de Sindicatos de Iniciativa y Turismo (FESIT) del 7 a 10 de abril de 1935, con sedes en Madrid y Alcalá de Henares.
En junio de 1932 fue cofundador del Instituto Económico Castellano, del que fue tesorero. Su primera asamblea, que llenó el Teatro Español, estuvo dedicada en pro de ferrocarril directo Madrid-Burgos. En ella, Francisco Huerta pronunció un discurso en el que "hizo resaltar la grave crisis por la que atraviesa Guadalajara".
Francisco Huerta Calopa falleció, en su casa de Alcalá de Henares, el 15 de julio de 1939, a la edad de 70 años.

## Obra
Como periodista dirigió y publicó el "Heraldo de Alcalá" y el "El Eco Complutense". Además, colaboró en los periódicos "El Complutense", "El Eco de Alcalá", "Flores y Abejas" de Guadalajara, "La Colmena de Guadalajara", "El Heraldo de Madrid", "El Imparcial" de Madrid y "El Liberal de Madrid", con los pseudónimos de "Dr. Brigo" y "H. de A".
Como bibliófilo, en 1936 publicó el libro titulado La Imprenta en Alcalá de Henares.

## Reconocimiento
- En 1890, 1901 y 1902 fue presidente de la Sociedad de Condueños de los Edificios que fueron Universidad.
- En 1895 fue nombrado académico correspondiente de la Real Academia de Jurisprudencia y Legislación, siendo ratificado el 31 de marzo de 1933.
- En 1931 ingresó como socio de número en la Sociedad Económica Matritense de Amigos del País.

## La familia Huerta

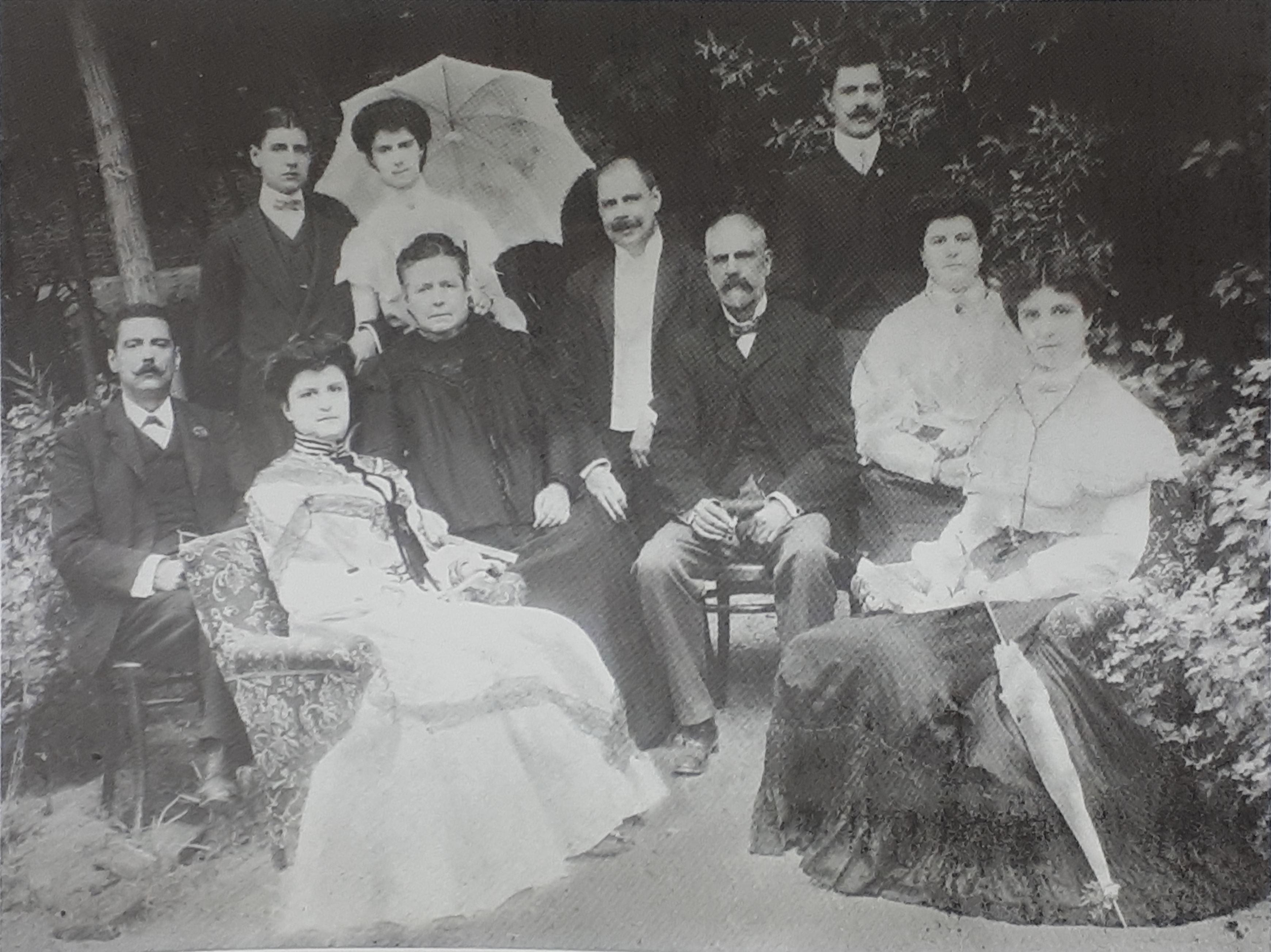
Familia Huerta Calopa en el jardín de su casa.
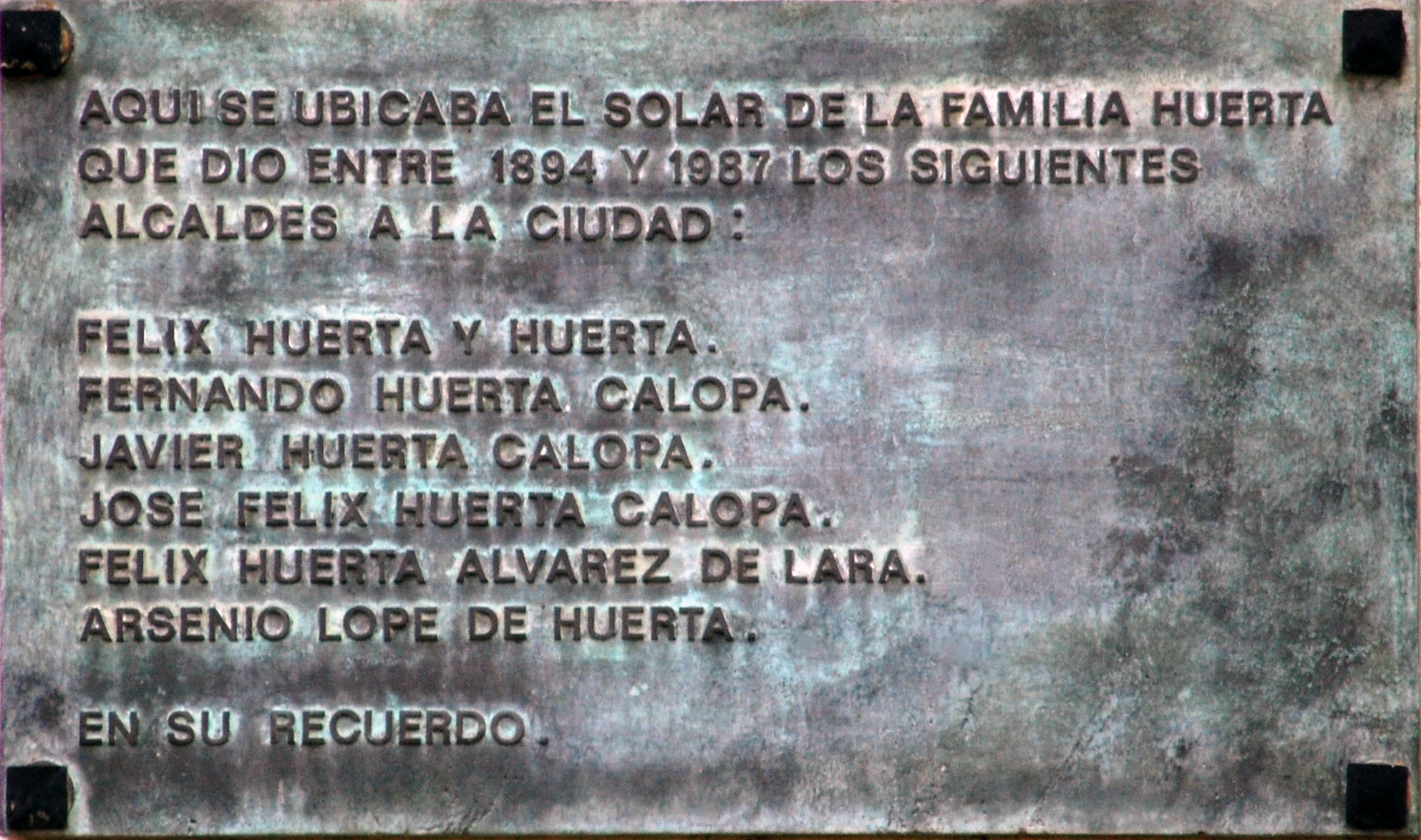
Placa en recuerdo de los alcaldes de la Familia Huerta.

La familia Huerta desempeñó un importante papel en la vida política y social de Alcalá de Henares, durante los siglo XIX y XX. Ejercieron como abogados y jueces; dirigieron periódicos locales, como "El eco complutense", y otras actividades empresariales.
La familia Huerta ha dado una saga de concejales y alcaldes a la ciudad complutense, siendo Félix Huerta y Huerta su nexo entre todos ellos. Su abuelo y su padre fueron concejales de la corporación municipal. De sus cuatro hijos varones, tres de ellos llegarían a ocupar el sillón municipal de Alcalá: Fernando, Javier y José Félix. Así como su nieto Félix Huerta Álvarez de Lara, y su bisnieto Arsenio Lope Huerta.
Por otro lado, desde Javier Huerta Calopa hay cuatro generaciones de farmacéuticos, en torno a la farmacia de la calle del Tinte, inaugurada en 1905.